# Blok P (Nuuk)
Blok P byl obytný dům stojící v centru grónského hlavního města Nuuk. Měl pět pater a byl dlouhý 200 metrů, na severním průčelí se nacházela obrovská grónská vlajka. V domě bylo 320 bytů a podle odhadů v něm žilo jedno procento celé populace největšího ostrova na světě. Dům byl postaven v roce 1965 v rámci projektu na rozvoj Grónska a ve své době byl největší budovou v celém Dánském království. Život v činžovním domě však nešel dohromady s tradičním způsobem života původních obyvatel ani s místním drsným klimatem, bydlení v Bloku P se stalo velmi nepopulárním a budova rychle chátrala. Úřady proto rozhodly o přestěhování nájemníků do náhradního bydlení a v roce 2012 došlo k demolici.